# Ругуновец
Ругуновец или Карасуле, или Карасули (на гръцки: Πολύκαστρο, Поликастро, катаревуса: Πολύκαστρον, Поликастрон, до 1928 година: Καρασούλι, Карасули) е град в Република Гърция, част от дем Пеония в област Централна Македония.

## География
Градът е разположен в областта Боймия, на левия бряг на Вардар (Аксиос) срещу Боймица (Аксиуполи) на 17 километра от границата със Северна Македония и на 52 километра северно от Солун (Тесалоники).

## История
В местността Тава (Ταβάς) е отрито древно селище, обявено в 1994 година за защитен археологически паметник.

### В Османската империя
Ругуновският хамам е от началото на османското господство – XIV век. В XV век тимарът на Рогновица е даден на Кара Сули и Софта Илия, след което започва да се появява османското име Карасули или Карасуле. Около 1450 година тимарът Карасули принадлежи на Оруч хан, син на Кара Соле, и София Илия и има 20 християнски и 12 мюсюлмански къщи. По-късно Карасули става седалище на бея.
В XIX век Ругуновец е българско село в Гевгелийска каза на Османската империя. В селото в 1895 – 1896 година е основан комитет на ВМОРО. Между 1896 – 1900 година селото преминава под върховенството на Българската екзархия.
Според статистиката на Васил Кънчов („Македония. Етнография и статистика“) от 1900 година Ругуновец е населявано от 340 жители българи, 200 турци, 12 черкези и 55 цигани. Към началото на века официалното турско име Карасуле започва да измества традиционното българско Ругуновец сред неместните българи.
В началото на XX век градчето е смесено в конфесионално отношение. По данни на секретаря на Българската екзархия Димитър Мишев („La Macédoine et sa Population Chrétienne“) в 1905 година в Кара суле има 312 българи екзархисти и 144 българи патриаршисти гъркомани и 30 цигани и функционира българско училище.
При избухването на Балканската война в 1912 година двама души от Ругуновец са доброволци в Македоно-одринското опълчение.

### В Гърция
През войната селото е окупирано от гръцки части и остава в Гърция след Междусъюзническата война. По време на Междусъюзническата война селото пострадва силно и огромна част от българското му население емигрира в България. В рапорт от Солун през април 1914 година българският дипломат Сократ Тодоров пише:
| „ | Катадневно пристигат в Солун цели кервани бежанци от Кара Суле, Дъбово, Боймица, Куфалово и Мачуково. | “ |

Преброяването от 1913 година показва едва 450 жители. В 1914 година последва нова силна емигрантска вълна към България. Преброяването от 1920 сочи 322 жители. Боривое Милоевич пише в 1921 година („Южна Македония“), че Карасули има 80 къщи славяни християни, 35 къщи турци и 12 къщи цигани мохамедани. В 1924 година и турските жители на Ругуновец го напускат за Турция и на тяхно място са заселени гърци бежанци от Мала Азия, Понт и Източна Тракия, както и каракачани от България. Нови 71 души официално емигрират в България. В 1928 година градчето е прекръстено на Поликастрон и преброяването от същата година показва 1880 жители, от които 392 семейства с 1363 души гръцки бежанци. Преброяванията от 1940, 1951, 1961 и 1971 показват съответно 2800, 3085, 3821 и 5279 жители. Нарастването на населението се дължи на частичното изсушаване на Аматовското езеро в 1934 година и на ликвидирането на маларията.
Ругуновец има договор за сътрудничество и културен обмен с българския град Бяла, в който са заселени българи бежанци от Боймията.
| Име              | Име           | Ново име | Ново име | Описание                                                                              |
| ---------------- | ------------- | -------- | -------- | ------------------------------------------------------------------------------------- |
| Арджански колиби | Άρτζά Καλύβια | Каливия  | Καλύβια  | местност на ЮИ от Ругуновец                                                           |
| Вардина          | Βάρδινα       | Гонимо   | Γόνιμο   |                                                                                       |
| Стари Караули    | Παλ. Καραούλι | Мелия    | Μέλια    | местност на ЮИ от Ругуновец, на С от гарата                                           |
| Тема             | Τέμα          | Стема    | Στέμμα   | местност на ЮИ от Ругуновец и на ЮЗ от Неа Кавала                                     |
| Арджанско езеро  | Λίμνη Άρτζέν  | Лимни    | Λίμνη    | местност на мястото на бившето Арджанско езеро на И от Ругуновец и на С от Неа Кавала |
| Арнаут Таш       | Άρναούτ Τάς   | Врахаки  | Βραχάκι  | възвишение на ЮИ от Ореховица и на ЮЗ от Спанчово                                     |

Преброявания
- 2001 година - 6485 души
- 2011 година - 7064 души

## Личности
От Ругуновец са много революционни дейци на ВМОК и ВМОРО като видния войвода Иванчо Карасулията (1875 – 1905), Спиро Иванов Карасулски (1869 – ?) и Стойко Христов (? – 1905). Може би най-видният жител на градчето е комунистическият политик Антон Югов (1904 – 1991), министър-председател на България от 1956 до 1962 година. От Ругуновец е и кметът на Пловдив Атанас Костов (1911 – 2004).